# ジェローム・リチャードソン
ジェローム・リチャードソン（Jerome Richardson、1920年11月15日 - 2000年6月23日）は、アメリカのジャズ・サクソフォーン奏者、フルート奏者。

## 経歴
8歳でサクソフォーンを始めた。本格的にソロでレコーディングを行ったのは1949年であり、ライオネル・ハンプトンのバンドに参加している時であった。その後は自身のバンドも率いる傍ら、アール・ハインズのバンドにも参加した。その後もサックスおよびフルート奏者としてのキャリアを高めていき、ダイナ・ワシントン、オスカー・ペティフォード、キャノンボール・アダレイ、ナット・アダレイ、ケニー・ドーハム、ケニー・バレル、サラ・ヴォーン、レイ・ブラウン、ミルト・ジャクソン、ディジー・ガレスピー、チャールズ・ミンガス、ベニー・ゴルソン、ザ・クルセイダーズ、クインシー・ジョーンズなど様々なジャズ・ミュージャンと共演。中でもクインシー・ジョーンズ作品の多くに参加している。40年以上にわたり活躍したが、1997年に自身のリーダー・アルバム『Jazz Station Runaway』のリリースが最後の活動となった。
2000年6月23日、ニュージャージー州・イングルウッドにて心不全のため死去。79歳没。

## ディスコグラフィ

### リーダー・アルバム
- 『ローミン・ウィズ・リチャードソン』- Roamin' with Richardson (1959年、New Jazz)
- 『ミッドナイト・オイル』- Midnight Oil (1961年、New Jazz)
- 『ゴーイング・トゥ・ザ・ムーヴィーズ』- Going to the Movies (1962年、United Artists)
- 『グルーヴ・マーチャント』- Groove Merchant (1967年、Verve)
- Jazz Station Runaway (1997年、TCB)